# Lowlands
Pour les articles homonymes, voir Lowlands (homonymie).

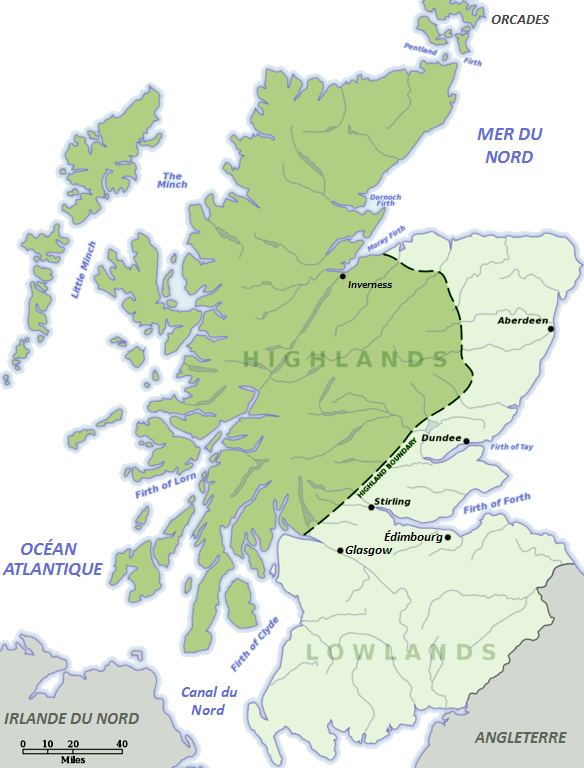
Les Lowlands
Les Highlands

Les Lowlands (en français : Basses-Terres ou Basse-Écosse, en gaélique écossais : Galldachd ; en scots : Lawlands) désignent les parties de l'Écosse qui n'appartiennent pas aux Highlands (ou Gàidhealtachd), bien que ne constituant pas une zone géographique officielle du pays. Ils s'étendent donc au sud et à l'est de la ligne de faille des Highlands, entre Stonehaven et Helensburgh (sur le Firth of Clyde). Cependant, certaines parties des Lowlands, comme les Southern Uplands ne sont pas physiquement basses (low), alors que certains territoires des Highlands, comme Islay sont situés à basse altitude.
Les Lowlands concentrent 80 % de la population écossaise, et les quatre principales villes d'Écosse que sont Glasgow, Édimbourg, Aberdeen et Dundee, s'y trouvent. Ils laissent les hautes terres à la lande à moutons ou à l'exploitation forestière.